# Les Marsouines
Pour les articles homonymes, voir Marsouin (homonymie).

Les Marsouines est une bande dessinée française en deux volumes, scénarisée par Arbrelune et dessinée par Jour de pluie, autoéditée à Brive en 1997 et 1998. Il s'agit d'une des rares bandes dessinées lesbiennes en France.

## Synopsis
Tous les personnages de cette BD sont des femmes qui aiment les femmes. Ces personnages aux noms étranges semblent vivre dans une communauté fermée, à l'écart du monde hétérosexiste. Leurs relations amoureuses ou amicales et leurs discussions souvent très intellectuelles sur le féminisme forment le sujet de l'album. Elles citent en particulier les œuvres de Nicole Brossard, Michèle Causse et Monique Wittig.

## Personnages
- Psapfa (l'un des noms grecs de Sappho).
- Zaralk
- Yomà et Thélia
- Ionessa
- Kimi et Ellk
- Tixi, Diaf' et Thoriss, musiciennes et chanteuse du groupe Les perverses polymorphes.